# Phyllomys kerri
Phyllomys kerri is een zoogdier uit de familie van de stekelratten (Echimyidae). De wetenschappelijke naam van de soort werd voor het eerst geldig gepubliceerd door Moojen in 1950.